# The Unseen Empire
The Unseen Empire – piąty album szwedzkiego zespołu Scar Symmetry, wykonującego melodic death metal, wydany w 2011 roku.

## Lista utworów
1. "The Anomaly" - 3:50
2. "Illuminoid Dream Sequence" - 5:01
3. "Extinction Mantra" - 5:31
4. "Seers of the Eschaton" - 5:51
5. "Domination Agenda" - 4:00
6. "Astronomicon" - 4:03
7. "Rise of the Reptilian Regime" - 4:24
8. "The Draconian Arrival" - 5:25
9. "Alpha and Omega" - 5:02

## Twórcy
- Roberth Karlsson - śpiew
- Lars Palmqvist - śpiew
- Per Nilsson - gitara, keyboard
- Jonas Kjellgren - gitara, keyboard
- Kenneth Seil - gitara basowa
- Henrik Ohlsson - perkusja